# Der Seelenbrecher

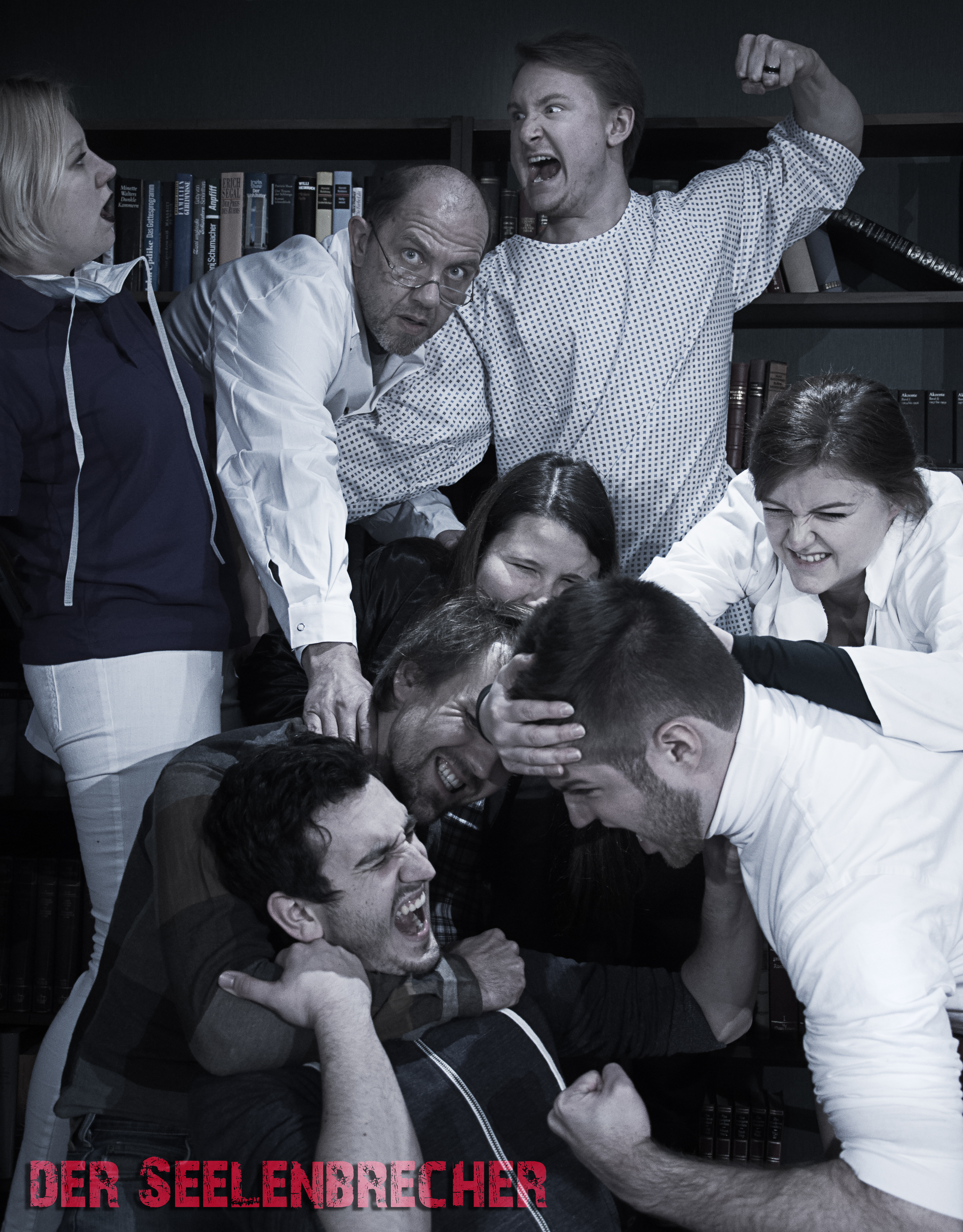
Der Seelenbrecher, Naturbühne Gräfinthal

Der Seelenbrecher ist ein Psychothriller des Schriftstellers Sebastian Fitzek aus dem Jahr 2008.

## Handlung
Das Buch beginnt mit einem Experiment, geleitet von Prof. Dr. Haberland. Er bittet die Beteiligten, eine Patientenakte zu lesen. Die Patientenakte handelt von Caspar, der sich in einer Luxusklinik befindet. Niemand dort kennt seinen richtigen Namen oder weiß etwas über ihn. Er wurde vom Hausmeister der Klinik, Bachmann, aus dem Schnee gerettet und befindet sich dort nun wegen Amnesie in Behandlung. Seit Wochen berichtet die Presse vom sogenannten „Seelenbrecher“: Er schafft es, seine Opfer psychisch zu brechen, sodass sie in einem ewigen Alptraum gefangen sind. Eines Nachts wird Dr. Bruck als Patient eingeliefert und eine schreckliche Nacht beginnt. Eingeschlossen in der Klinik halten die Patienten Bruck für den Seelenbrecher, da er, wie sie glauben, die Ärztin Sophia angegriffen hat. Sophia scheint traumatisiert und kann nicht mehr kommunizieren. Bewohner und Angestellte der Klinik begeben sich auf die Suche nach Bruck und einem Fluchtweg. Während der Suche kommen Caspar immer mehr Erinnerungen, die nahelegen, dass er Bruck kennt. Als sich herausstellt, was in Wahrheit vor sich geht, ist es schon fast zu spät.

## Figuren
- Prof. Dr. Niclas Haberland alias Caspar: Arzt, der das Experiment durchführt und Patient mit retrograder Amnesie, um den es sich in der Akte dreht
- Prof. Dr. Samuel Raßfeld: Chefarzt und Leiter der Teufelsbergklinik
- Dr. Jonathan Bruck: Psychiater und angeblich der Seelenbrecher
- Dr. Sophia Dorn: behandelnde Ärztin von Caspar, Psychiaterin, Ex-Frau von Dr. Haberland
- Dirk Bachmann: Hausmeister in der Teufelsbergklinik
- Yasmin Schiller: Pflegerin, Krankenschwester in der Teufelsbergklinik
- Sybille Patzwalk: Köchin in der Teufelsbergklinik
- Fahrer Tom Schadeck, Rettungssanitäter / RTW-Fahrer
- Greta Kaminsky: pfiffige, alte Patientin
- Linus: Musiker, Patient
- Tarzan: Haberlands Hund, von Patienten Mr. Ed genannt
- Marie: Haberlands Tochter
- Patrick Hayden und Lydia: Studenten, Teilnehmer am Psychiatrischen Experiment
- Florian Wessel: Student 3. Semester, nimmt nicht am Experiment teil.
- Vanessa Strassmann: erstes Opfer des Seelenbrechers, 26-jährige Schauspielschülerin
- Katja Adesi: zweites Opfer des Seelenbrechers, Grundschullehrerin
- Doreen Brandt: drittes Opfer des Seelenbrechers, Anwältin
- Viktor Larenz: renommierter Psychiater, nur anfangs am Rande erwähnt, Hauptfigur im Psychothriller „Die Therapie“ (2006) von Fitzek

## Textausgaben
- Sebastian Fitzek: Der Seelenbrecher. Knaur Taschenbuchverlag, München 2008, 368 Seiten, ISBN 978-3426637920